# Wudingloong
Wudingloong (drac del comtat de Wuding) és un gènere extint de dinosaures sauropodomorfs prosauròpodes que van viure durant el Juràssic inferior en el que actualment és la Xina, concretament, la formació Yubacun. Les seves restes fòssils van ser descobertes el 2020, i el 2025 es va classificar com a nou gènere. Només consta d'una espècie, Wudingloong wui, en honor al paleontòleg Xiao-Chun Wu. Forma part del grup dels massòpodes, i és el sauropodomorf més antic d'Àsia Oriental.